# Anavilhanas-Archipel
Der Anavilhanas-Archipel, engl. Anavilhanas Archipelago, auch Arquipélago das Anavilhanas (port.), ist eines der weltweit größten Flussinsel-Archipele. Es befindet sich etwa 100 km stromaufwärts von Manaus am Rio Negro, der sich hier aufgrund seiner bevorstehenden Mündung in den stark sedimentierenden Amazonas auf etwa 27 Kilometer Breite auffächert.
Der Anavilhanas-Archipel ist gekennzeichnet durch ein einzigartiges Ökosystem mit großer Artenvielfalt. Bei Niedrigwasser bilden sich auf einer Länge von rund 90 km annähernd 400 Inseln, überwuchert von Urwald.
Die hier vorkommenden Pflanzen, überwiegend Astrocaryum jauari, Oenocarpus bacaba und Mauritia flexuosa bedecken die Flussinseln. Die weitverbreitetsten Tierarten auf dem Archipel sind der Krokodilkaiman, der Schwarze Kaiman, die Boa constrictor (Abgottschlange), der Grüne Leguan, der Gewöhnliche Totenkopfaffe, und der Braune Wollaffe. Des Weiteren finden sich in den Wassern des Rio Negro Sotalia (Flussdelfine), Surubim (Welse), Matrinxã (Brycon amazonicus), Schwarze Pacus und Seekühe.
Während der Regenzeit werden die Hälfte der Inseln überschwemmt und bilden ein grenzenloses Labyrinth von schwimmenden Wäldern, Bächen und Kanälen. Die kompakte Vegetation dient als Unterschlupf für diverse Vögel, Schmetterlinge, Leguane, Nagetiere, Affen und Schlangen.
Der Anavilhanas-Archipel ist der natürliche Lebensraum von bisher gezählten 232 Vogelarten.
Während der Trockenzeit offenbaren die zurückweichenden Wasser des Rio Negro weiße Sandstrände und natürliche Formationen aus Wurzeln und Stämmen.